# 河内長野市の地名
本項河内長野市の地名（かわちながのしのちめい）では、大阪府河内長野市における町名や大字名を中心に、本市成立以来の地名の変遷について記述する。

## 現行行政町名
市内の現行の町字名を五十音順に列挙する。

### あ行
- あかしあ台1 - 2丁目
- 旭ケ丘
- 天野町
- 天見
- 石仏
- 石見川
- 市町
- 岩瀬
- 上田町
- 上原町
- 上原西町
- 太井
- 大矢船北町
- 大矢船中町
- 大矢船西町
- 大矢船南町
- 小塩町
- 小山田町

### か行
- 加賀田
- 神ガ丘
- 唐久谷
- 河合寺
- 菊水町
- 北青葉台
- 北貴望ケ丘
- 喜多町
- 木戸1 - 3丁目
- 木戸町
- 木戸西町1 - 3丁目
- 木戸東町
- 清見台1 - 5丁目
- 桐ケ丘
- 楠ケ丘
- 楠町西
- 楠町東
- 寿町
- 小深

### さ行
- 栄町
- 汐の宮町
- 清水
- 下里町
- 自由ケ丘
- 昭栄町
- 末広町
- 荘園町

### た行
- 大師町
- 滝畑
- 高向
- 千代田台町
- 千代田南町
- 寺元

### な行
- 中片添町
- 長野町
- 流谷
- 南花台1 - 8丁目
- 西片添町
- 錦町
- 西代町
- 西之山町
- 日東町
- 野作町

### は行
- 鳩原
- 原町
- 原町1 - 6丁目
- 東片添町
- 日野
- 古野町
- 本多町
- 本町

### ま行
- 松ケ丘中町
- 松ケ丘西町
- 松ケ丘東町
- 美加の台1 - 7丁目
- 三日市町
- 緑ケ丘北町
- 緑ケ丘中町
- 緑ケ丘南町
- 南青葉台
- 南ケ丘
- 南貴望ケ丘
- 向野町

## 町字名の変遷
河内長野市は1954年（昭和29年）、長野町・三日市村・川上村・天見村・加賀田村・高向村が合併が合併することにより成立。成立時17町17大字を編成。

### 成立当初の町字名
旧長野町
- 天野町（天野山より）
- 小山田町（小山田より）
- 下里町（下里より）
- 市町（市より）
- 木戸町（木戸より）
- 向野町（向野より）
- 上原町（上原より）
- 長野町（長野より）
- 西代町（西代より）
- 野作町（野作より）
- 原町（原より）
- 古野町（古野より）

旧三日市村
- 上田町（上田より）
- 小塩町（小塩より）
- 片添町（片添より、1993年廃止）
- 喜多町（喜多より）
- 三日市町（三日市より）

旧川上村
- 石見川
- 太井
- 河合寺
- 神ケ丘（神ガ丘）（鬼住より）
- 小深
- 寺元
- 鳩原

旧天見村
- 天見
- 岩瀬
- 清水
- 流谷

旧加賀田村
- 石仏
- 加賀田
- 唐久谷

旧高向村
- 滝畑
- 高向
- 日野

### 町字の設置
1966年（昭和41年）
- 菊水町（長野町・古野町の各一部より）
- 栄町（喜多町・西代町・古野町の各一部より）
- 末広町（長野町の一部より）
- 錦町（西代町の一部より）
- 本多町（西代町・古野町の各一部より）
- 本町（長野町・古野町の各一部より）

1967年（昭和42年）
- 汐の宮町（市町の一部より）
- 千代田台町（小山田町・上原町・原町・木戸町の各一部より）
- 千代田南町（木戸町・原町・向野町・市町の各一部より）

1969年（昭和44年）
- 北貴望ケ丘（小山田町の一部より）
- 楠町西（小山田町・木戸町・市町の各一部より）
- 楠町東（木戸町・小山田町・市町の各一部より）
- 松ケ丘中町（木戸町・小山田町・市町の各一部より）
- 松ケ丘西町（木戸町・小山田町の各一部より）
- 松ケ丘東町（木戸町・市町の各一部より）
- 南貴望ケ丘（小山田町の一部より）

1972年（昭和47年）
- 大師町（河合寺・末広町・三日市町の各一部より）
- 日東町（河合寺・末広町・三日市町の各一部より）

1973年（昭和48年）
- 北青葉台（石仏・加賀田の各一部より）
- 南青葉台（清水・加賀田の各一部より）

1979年（昭和54年）
- 緑ケ丘北町（小山田町・下里町の各一部より）
- 緑ケ丘中町（小山田町・下里町の各一部より）
- 緑ケ丘南町（小山田町・下里町の各一部より）

1980年（昭和55年）
- 南花台1 - 6丁目（1989年から1 - 8丁目、高向・加賀田・小塩町・日野の各一部より）

1984年（昭和59年）
- 清見台1 - 5丁目（三日市町・片添町・神ガ丘・末広町・河合寺の各一部より）
- 寿町
- 昭栄町
- 西之山町

1986年（昭和61年）
- 旭ケ丘（天野町・小山田町・日野・高向の各一部より）
- 大矢船北町
- 大矢船中町
- 大矢船西町
- 大矢船南町
- 荘園町（小山田町の一部より）

1987年（昭和62年）
- 南ケ丘（加賀田の一部より）

1990年（平成2年）
- あかしあ台1丁目（1994年2丁目が成立）
- 桐ケ丘
- 自由ケ丘

1992年（平成4年）
- 美加の台1 - 7丁目（岩瀬・石仏・片添町・神ガ丘・三日市町の各一部より）

1993年（平成5年）
- 中片添町
- 西片添町
- 東片添町

1996年（平成8年）
- 木戸東町（木戸町・市町の各一部より）

1998年（平成10年）
- 上原西町（上原町の一部より）

2000年（平成12年）
- 木戸1 - 3丁目（木戸町・市町・松ケ丘東町・楠町東・千代田南町の各一部より）

2003年（平成15年）
- 楠ケ丘（上田町・小塩町・高向の各一部より）

2004年（平成16年）
- 木戸西町1 - 3丁目
- 原町1 - 6丁目

## 参考資料
- 角川日本地名大辞典 27 大阪府（1983年、角川書店）